# Crataegus brachyacantha
Crataegus brachyacantha — вид квіткових рослин із родини трояндових (Rosaceae).

## Біоморфологічна характеристика
Це кущ або дерево 6–10(15) метрів заввишки. Кора стовбура темно-сіро-коричнева, пластинчаста. Колючки на гілочках відсутні або є, загнуті, короткі, до 1.5 см. Листки: ніжки листків 15–30% від довжини пластини; листові пластини еліптичні, 2–3 см, блискучі, часток 0, краї округло-зубчасті, абаксіальна поверхня гола, адаксіальна слабо притиснуто-волосиста, волосиста на середній жилці, іноді до пазух. Суцвіття 15–25-квіткові. Квітки 12 мм у діаметрі. Яблука від чорних до синювато-чорних, сплющено-округлі, 8–14 мм у діаметрі. 2n = 34, 51. Період цвітіння: квітень; період плодоношення: вересень — листопад.

## Середовище проживання
Зростає на південному сході США — Алабама, Арканзас, Джорджія, Луїзіана, Міссісіпі, Оклахома, Техас.
Населяє вологі прерії, алювіальні рівнини, добре дреновані мезичні ділянки, узлісся; на висотах 10–200 метрів.